# Formica trigona
Formica trigona é uma espécie de formiga do gênero Formica, pertencente à subfamília Formicinae.